# کلیسای هریپسیمه مقدس (آیگدزور)
کلیسای هریپسیمه مقدس (ارمنی: Սուրբ Հռիփսիմե եկեղեցի؛ انگلیسی: St. Hripsime) یک کلیسا متعلق به کلیسای حواری ارمنی واقع در شهر آیگدزور، استان تاووش ارمنستان می‌باشد. ساخت و ساز این ساختمان در سده ۶ام میلادی؛ به پایان رسید. این بنا به سبک معماری ارمنی طراحی شده است.